# یدالله نجفی
یدالله نجفی (۲۶ بهمن ١٣٣۴ – ٣ بهمن ١٣٩۴) صدابردار سینمای ایران وی فارغ‌التحصیل رشته صدابرداری از مدرسه عالی تلویزیون و سینما سال ۱۳۵۵ بوده است.
فعالیت در تلویزیون را به عنوان صدابردار از سال ۱۳۵۵ و کار سینما را از سال ۱۳۶۹ با صدابرداری «به خاطر همه چیز»، همکاری «رجب محمدین» آغاز کرد. اصغر فرهادی کارگردان مشهور ایرانی فیلم فروشنده (فیلم ۱۳۹۴) (برنده جایزه اسکار) را به یاد او آغاز می کند. نجفی عصر شنبه ٣ بهمن ۱۳۹۴ در سن ۵۹ سالگی بر اثر ایست قلبی درگذشت. 

## فعالیت

### صدابردار
- محمد رسول‌الله (۱۳۹۴-۱۳۸۶)
- به دنیا آمدن (۱۳۹۴)
- فروشنده (فیلم ۱۳۹۴)
- جامه دران (۱۳۹۳)
- چهارشنبه ۱۹ اردیبهشت (۱۳۹۳)
- شیفت شب (۱۳۹۳)
- یک شهروند کاملاً معمولی (۱۳۹۳)
- برف (۱۳۹۲)
- رستاخیز (۱۳۹۲)
- یاسین (۱۳۹۲)
- قاعده تصادف (۱۳۹۱)
- قصه‌ها (۱۳۹۰)
- پنهان (۱۳۸۹)
- زمهریر (۱۳۸۸)
- لطفاً مزاحم نشوید (۱۳۸۸)
- همبازی (۱۳۸۸)
- شب واقعه (۱۳۸۷)
- کتاب قانون (۱۳۸۷)
- آواز گنجشک‌ها (۱۳۸۶)
- تنها دو بار زندگی می‌کنیم (۱۳۸۶)
- کتونی سفید (۱۳۸۶)
- بچه‌های ابدی (۱۳۸۵)
- خون بازی (۱۳۸۵)
- قاعده بازی (۱۳۸۵)
- مینای شهر خاموش (۱۳۸۵)
- نسل جادویی (۱۳۸۵)
- زاگرس (۱۳۸۴)
- زمستان است (۱۳۸۴)
- بید مجنون (۱۳۸۳)
- گیلانه (۱۳۸۳)
- چند تار مو (۱۳۸۲)
- روایت سه‌گانه (اپیزود سوم، ننه گیلانه) (۱۳۸۲)
- من و نگین دات کام (۱۳۸۲)
- اینجا چراغی روشن است (۱۳۸۱)
- امتحان (۱۳۸۰)
- رأی مخفی (۱۳۸۰)
- صنوبر (۱۳۸۰)
- یک الف ناقابل (۱۳۸۰)
- از کنار هم می‌گذریم (۱۳۷۹)
- باران (۱۳۷۹)
- تو آزادی (۱۳۷۹)
- جمعه (۱۳۷۸)
- جنگجوی پیروز (۱۳۷۷)
- آینه (۱۳۷۶)
- نجات یافتگان (۱۳۷۴)
- جیب برها به بهشت نمی‌روند (۱۳۷۰)
- به خاطر همه چیز (۱۳۶۹)